# (32966) 1996 PE5
1996 PE5 (asteroide 32966) é um asteroide da cintura principal. Possui uma excentricidade de 0.15962420 e uma inclinação de 6.63185º.
Este asteroide foi descoberto no dia 15 de agosto de 1996 por George R. Viscome em Rand.